# Gamaliel Diaz
Gamaliel Diaz (* 14. Februar 1981 in Tacámbaro, Michoacán, Mexiko Gamaliel Díaz Magaña) ist ein mexikanischer Boxer im Superfeder- und Federgewicht.

## Karriere
Sein Debüt-Kampf am 19. Mai im Jahre 1998 verlor der Linksausleger gegen Luis Alberto Reyes durch geteilte Punktentscheidung. Am 21. Mai 2004 gewann er gegen Ismael Gonzalez den WBC-FECARBOX-Gürtel und verteidigte ihn viermal in Folge.
Im Oktober 2012 wurde er WBC-Weltmeister, als er Takahiro Aō durch einstimmigen Beschluss bezwang. Allerdings verlor er diesen Gürtel bereits im April des darauffolgenden Jahres an Takashi Miura durch technischen in Runde 9.